# Индустријска зона Ђесен (Болцано)
Индустријска зона Ђесен је насеље у Италији у округу Болцано, региону Трентино-Јужни Тирол.
Према процени из 2011. у насељу је живело 8 становника. Насеље се налази на надморској висини од 249 м.